# 甄文達
甄文達（英語：Martin Yan，1948年12月22日—），是一位美籍華人中國菜廚師、烹飪电视節目主持人。

## 生平

### 童年
甄文達生於廣州，祖籍广东開平，父為餐廳老闆而母為雜貨店東主，因而培養甄在12歲時已對下廚功夫蠻有興趣；甄文達早年在廣州市東山生活，畢業於廣州市培正小學，13歲到香港定居，中學時就讀廣州市第七中學、香港民生書院（1967年中五，與商人向華強為同屆同學），閒時在舅舅的食館當學徒，學習燒臘技巧。1967年獲香港海外烹飪學校文憑；其後獲曾為其老師的廣州培道中學校長禤偉靈作擔保人到美、加留學。

### 美國生活
赴美十年後，他於1975年在加州大學戴維斯分校取得食品加工碩士學位，在學時因半工讀而開始教授中式烹飪，班中還有他當時任教的老師。及後回港，曾任一家大型食品公司的高級主管，但數年後於1979年又居加拿大，扶助其中學同學在當地開設中餐館並開辦中國菜烹飪班，生意不俗。

### 電視名廚
1978年，他的演出被卡加利地方電視台CHCT-TV（即今環球電視卡加利分台）監製賞識，邀請客串錄製清談式烹飪節目，當時在23天內共錄製260集節目，錄後他離開加拿大赴美；因為他在節目內自然風趣而且以流利美式英語健談的表演與控制現場氣氛的能力，沒想到被加拿大當地的觀眾大為接受，該節目成為高收視節目，電視台力邀他從美國來加簽約四年，再錄製520集清談式烹飪節目，並定名為《Yan Can Cook》，中文譯名為《甄能煮》（香港稱《食得是福》，由亞洲電視國際台配以中文字幕播放）。1982年，美國公共電視網（PBS）也購買《Yan Can Cook》的節目版權，在全美播放。

## 個人生活
他現與大學時相識之美籍日裔妻子居於三藩市，並於1993年生下一對雙胞胎女兒。為了採摘新鮮蔬果，他還把自家100多平方米的庭院全栽種各式時蔬調味以配合家中之大型廚房。
甄文達是共和黨支持者。

## 飲食綜藝節目
席上甄文達以其招牌笑容加上幽默惹笑的說話帶來輕鬆氣氛，介紹材料時不時帶著一兩句粵語介紹材料讀法，以厲害而高超的刀法與奇妙的節奏令節目除烹飪外還是甄的個人表演舞台，加上其變化多端帶創意的食譜，令節目不沉悶之餘且蘊含多種欣賞價值，他也是把中國菜烹飪節目搬上美國電視並普遍受歡迎的第一人，他在節目最後總帶一句「If Yan Can cook, so can you, zoi gin」（當甄能煮，你也能煮！再見！），現在節目在75個國家播放；從此奠定他在國際飲食界的地位。
現在節目演化為《Martin Yan: Quick And Easy》，節目中除了介紹中國各地烹飪外，還親自伴隨攝製隊到當地拍攝，介紹當地飲食文化、食店夜市等，帶觀眾親看材料養殖、採集，有時並滲入當地民間風俗文化節日、節目等帶中華文化的介紹，配以中國樂器的背景音樂，成為北美洲主流社會接觸中國文化和飲食的另一個渠道；此節目在香港亞視國際台配以中文字幕播放。
甄在同業中獲得大廚的特別榮譽，曾被The Chef's Association of Pacific Coast授予聲譽極高的Antonin Careme榮譽獎。因為他對飲食和餐飲業的研究與推廣貢獻，甄文達和美國明星級廚師柴爾德（Julia Child）被科羅拉多廚藝學院一同授予榮譽博士學位（1999年）等十多項飲食界榮譽。他曾被一些餐務培訓機構邀請教授廚藝，如澳門旅遊學院（2001年6月）等。並入選《世界名人錄》與全美華裔人士十傑等。
在1990年代後期他的節目傳至中國，並開始受中國傳媒注目，2005年12月曾在廣州廣東外語外貿大學（同時參與第14屆廣州美食節）與北京大學主持演講，主題圍繞對中餐的改良與推廣研究，尤以清潔與包裝問題為甚；同時並在上海與和香港表演；中國有傳媒稱能與成龍相比，為美國擁有最多觀眾的華人，並製作在中國與世界的華語電視台播放的《美食甄功夫》（2006年6月起播出，現播放的頻道包括：中山電視台公共頻道，肇慶電視台公共頻道、湖北電視台都市頻道）。
於2012年，夥拍飲食界新人-李曼筠Maggie拍攝有線電視飲食節目-鄉土濃情甄文達。
与2015年，甄文达来马来西亚尝试马来西亚的美食，而录制一部美食节目叫《马来西亚味之旅》。

## 其他工作
他同時也是廚藝作家，至今出版了26本食譜，其中5本獲得世界性獎項。其本人曾獲美國廚師聯合總會提名為第一任烹飪大使，分別被加州烹飪學院、莊遜‧威爾斯大學、三藩市大學等多所高級學府聘請任教；1985年他在加州三藩市成立以他名字命名的國際烹飪學校，並擔任許多大食品公司與餐館的食品顧問。2000年開始在美國開設以他本人的菜式作招徠的中餐館，目前有八所分店；並計劃在《Yan Can cook》播放的國家開設分館。
2005年他被導演畢國智邀請拍攝《海南雞飯》電影，飾演餐廳老闆。
2013年，獲中國中央電視台選為「中华之光——传播中华文化年度人物」。
曾演出香港職業安全及健康局《飲食業安全》宣傳片。

## 另見
- 戴維斯加利福尼亞大學
- 甄能煮
- 粵菜

## 外部連結
- 人氣華裔主廚餐廳遭控血汗工廠　員工慘過聖誕 （页面存档备份，存于）
- 《甄文達拿鑊鏟　推廣中國文化 （页面存档备份，存于）》「大學線」第30期，1999年4月